# أرتيوم بوبوف
أرتيوم بوبوف (الروسية: Попов, Артём Игоревич) هو لاعب كرة قدم روسي في مركز الوسط، ولد في 30 أغسطس 1992 في ليبيتسك في روسيا. لعب مع زينيت سانت بطرسبرغ وسيسكا موسكو.

## وصلات خارجية
- أرتيوم بوبوف على موقع قاعدة بيانات كرة القدم.إي يو (الإنجليزية)
- أرتيوم بوبوف على موقع Soccerway.com (الإنجليزية)
- أرتيوم بوبوف على موقع AS.com (الإسبانية)